# Samson Raphaelson
Samson Raphaelson (30 de marzo de 1894 – 16 de julio de 1983) fue un guionista y dramaturgo estadounidense.
Nacido en Nueva York, fue el autor de la obra Day of Atonement, la cual fue adaptada al cine como The Jazz Singer (El cantante de jazz / El cantor de jazz) , la primera película del cine sonoro. Trabajó en nueve películas con Ernst Lubitsch, incluyendo Un ladrón en la alcoba, El bazar de las sorpresas y El cielo puede esperar / El diablo dijo no. También colaboró con Alfred Hitchcock en Sospecha.
En 1977 el Gremio de Guionistas de Cine (Screen Writers Guild) le concedió el «Laurel Award» por una vida dedicada a la profesión. Enseñó su profesión en la Universidad de Columbia hasta los últimos años de su vida. Su mujer Dorshka (Dorothy Wegman) nació en 1904 y falleció en 2005, siendo la penúltima superviviente de las bailarinas de Ziegfeld Follies. Su sobrino es el director Bob Rafelson, y su nieto el fotógrafo Paul Raphaelson.